# Ai Coração (canção de Joelma)
"Ai Coração" é uma canção da cantora brasileira Joelma, gravada para seu álbum de estreia autointitulado, Joelma (2016). Foi composta por Louro Santos e Waldecy Moreno. A canção foi gravada nos estúdios Somax, em Recife, sendo produzida pela própria intérprete em conjunto com Tovinho. A faixa foi lançada como o segundo single do álbum em 21 de janeiro de 2016 de forma independente. Musicalmente, "Ai Coração" é uma fusão de arrocha e calypso. Na letra da canção, Joelma canta sobre solidão e "chora a dor de uma separação com a qual não consegue se conformar".

## Antecedentes e lançamento
Em 1999, Joelma formou com o guitarrista Ximbinha, seu então marido, a Banda Calypso, que lançou 13 álbuns de estúdio e 10 álbuns ao vivo, vendendo mais de 20 milhões de cópias. Em 19 de agosto de 2015, a assessoria de imprensa da banda anunciou a separação de Joelma e Ximbinha. No Programa da Sabrina exibido em 29 do mesmo mês, ela anunciou o fim das atividades da banda para dezembro. Em novembro de 2015, foi divulgado que a cantora já estava selecionando material para seu álbum de estreia em carreira solo. O cantor e compositor Louro Santos cedeu para Joelma uma canção intitulada "Solidão", composta e gravada por ele em 2005. A cantora resolveu alterar o título da composição para "Ai Coração" por já ter gravado uma faixa com o mesmo nome no álbum de estreia autointitulado da Banda Calypso. "Ai Coração" foi lançada como o segundo single do álbum em 21 de janeiro de 2016 de forma independente. Uma tag com o nome da cantora e o título da canção ficou entrou os assuntos mais comentados do Brasil no Twitter.

## Composição
"Ai Coração" foi gravada nos estúdios Somax, em Recife, sendo produzida pela própria intérprete em conjunto com Tovinho. Musicalmente, é uma fusão de arrocha e calypso. Na letra, Joelma canta sobre solidão e "chora a dor de uma separação com a qual não consegue se conformar". O portal Metrópoles descreveu a canção como "uma tremenda dor de cotovelo, no melhor estilo sofrência". O R7 interpretou a faixa como "A história de alguém que está mergulhada em um relacionamento [...] Na canção em clima de desabafo, a cantora ensina que é importante colocar para a fora o que sente".

## Controvérsia
"Ai Coração" foi alvo de acusação de plágio pela cantora Jade, que lançou a mesma canção um dia antes de Joelma e informou que já havia gravado a faixa em julho de 2015, com o título original de "Solidão", para seu álbum de estreia solo Bem Que Eu Te Avisei (2016), produzido por Ximbinha, o que fez com que os fãs de Joelma acusassem o ex-marido da cantora de tentar boicotar sua estreia em carreira solo. O site Ego revelou que os músicos de Joelma participaram da gravação do álbum de Jade e "confirma[ra]m que essa música não estava no repertório". O compositor da música, Louro Santos, negou ter autorizado a gravação de Jade e pediu que retirasse a faixa de circulação, reforçando que não conhecia a cantora e que cedeu a obra apenas para Joelma.

## Apresentações ao vivo
Joelma cantou "Ai Coração" ao vivo em várias ocasiões durante a promoção do álbum em 2016. Ela incluiu a canção no repertório de sua primeira turnê, a Tour Avante, que teve início em 18 de março de 2016 com um show em Goiânia. No dia 31 do mesmo mês, a cantora fez a primeira apresentação televisionada da faixa no Encontro com Fátima Bernardes. Em 23 de abril, cantou a canção no Sabadão com Celso Portiolli, juntamente com "Não Teve Amor", "Voando pro Pará" e vários sucessos da sua carreira. Em 8 de maio, performou a canção no Hora do Faro, junto com "Não Teve Amor", "Voando pro Pará" e "O Amor de Deus" com seus três filhos. Em 20 de novembro de 2016, interpretou a canção como parte de um medley com "Game Over" e "Voando pro Pará" no Domingo Show. 
Em 4 de fevereiro de 2017, apresentou a canção no Programa Raul Gil, juntamente com "Não Teve Amor" e as faixas supracitadas.